# Chilenisches Mausohr
Das Chilenische Mausohr (Myotis chiloensis) ist eine zur Gattung der Mausohren (Myotis) gehörende  Art der Fledermäuse (Chiroptera). Sie lebt in den südlichen Teilen von Argentinien und Chile und ist gemeinsam mit der ebenfalls in Chile vorkommenden Südlichen Braunen Großohrfledermaus (Histiotus magellanicus) die weltweit am südlichsten vorkommende Fledermaus. Wie andere Fledermäuse ist sie nachtaktiv und ernährt sich von Insekten in Waldgebieten, die sie im Flug fängt.
Charles Darwin hatte Exemplare dieser Tiere auf dem Chiloé-Archipel  gefangen und sie anschließend (1837) zusammen mit allen anderen während seiner Reise mit der Beagle gesammelten Säugetieren und Vögeln der Zoological Society of London übereignet. Dort wurde die Chilenische Mausohr  vom britischen Zoologen George Robert Waterhouse erstmals wissenschaftlich beschrieben.

## Merkmale

### Allgemeine Merkmale
Das Chilenische Mausohr ist eine kleine Art der Mausohren und erreicht eine Gesamtlänge von etwa 7,0 bis 9,0 Zentimeter, davon entfallen auf die Kopf-Rumpf-Länge 4,3 bis 5,0 Zentimeter und auf die Schwanzlänge 2,8 bis 3,8 Zentimeter; das Gewicht beträgt etwa 6,0 bis 7,5 Gramm. Die mittlere Hinterfußlänge beträgt 6,5 bis 8,5 Millimeter, die Ohrlänge 9,5 bis 14,5 Millimeter mit einem Tragus von etwa 4,5 Millimetern Länge. Kennzeichnend ist vor allem das sehr dunkle Fell, durch das sie sich von anderen Arten der Gattung unterscheidet. Die konkrete Fellfärbung variiert regional abhängig vom Grad der Sonneneinstrahlung und der Niederschläge. Im Norden sind die Tiere blass ockerfarben, in Zentralchile blassbraun und im Süden kaffeebraun. Die Haare sind zweifarbig mit dunkler graubrauner bis blassbrauner Basis und heller Spitze, die Haare sind etwa vier Millimeter lang. Auf der Schwanzflughaut (Uropatagium) befinden sich sehr kurze und weiche Haare, die Behaarung reicht nicht bis an die Knie und den Rand der Flughaut. Der Schwanz ist in die v-förmige Schwanzflughaut vollständig integriert.
Die Flügel sind gut steuerbar und für einen langsamen Flug bei einer vergleichsweise hindernisreichen Strecke für die Jagd der Tiere im Wald ausgelegt. Die Unterarme erreichen eine Länge von etwa 37 bis 40 Millimetern, der fünfte Finger wird jeweils etwa 47 Millimeter lang. Bei Messungen der Flügel wurde zudem eine mittlere Flügelspannweite von 23,7 Zentimetern und eine mittlere Gesamtflügelfläche von 98 Quadratzentimetern ermittelt. Im Vergleich zu schnellfliegenden Fledermausarten wie der Mexikanischen Bulldoggfledermaus (Tadarida brasiliensis) stellt dabei die Schwanzflughaut einen relativ großen Anteil der Gesamtflügelfläche, während der Anteil der Armflughaut entsprechend kleiner ist. Die Streckung der Flügel beträgt durchschnittlich 5,8 und die Flächenbelastung durchschnittlich 6,8 N/m². Durch diese verhältnismäßig geringen Werte für die Flügelstreckung und -belastung ist der Flug selbst energieaufwendig und vergleichsweise langsam.
In seinem Verbreitungsgebiet kommt das Chilenische Mausohr sympatrisch mit drei anderen Arten der Gattung vor, dem Atacama-Mausohr (Myotis atacamensis) im Norden von Chile sowie dem Argentinischen Mausohr (Myotis aelleni) und dem Dinnell-Mausohr (Myotis dinellii) in Argentinien. Vom Atacama-Mausohr unterscheidet sich die Art durch das dunklere Fell und die durchschnittlich etwas längeren Unterarme. Das Argentinische Mausohr hat dreifarbiges Rückenhaar und etwas längere Unterarme als das Chilenische Mausohr und das Dinnell-Mausohr besitzt eine sehr blasse und auch am Rand behaarte Schwanzflughaut, die beim Chilenischen Mausohr einfarbig dunkel und am Rand unbehaart ist.

### Merkmale des Schädels und Genom
| 2 | · | 1 | · | 3 | · | 3 | = 38 |
| 3 | · | 1 | · | 3 | · | 3 | = 38 |

Der Schädel der Art ist flach und hat eine Gesamtlänge von etwa 14,4 Millimeter sowie eine Breite im Bereich der Jochbögen von etwa 9,1 Millimeter. Das Verhältnis von Hirnschädellänge zum Gesamtschädel beträgt ziemlich genau 2:1 und das Rostrum ist etwa genauso lang wie der Hirnschädelbereich. Die Tiere besitzen im Oberkiefer pro Hälfte zwei gut ausgebildete Schneidezähne (Incisivi), dem je ein Eckzahn (Caninus) sowie hinter einem schmalen Diastema jeweils drei Prämolare und drei Molare folgen. Im Unterkiefer besitzen die Tiere pro Hälfte einen zusätzlichen Schneidezahn, ansonsten entsprechen die Zähne denen im Oberkiefer. Insgesamt verfügen die Tiere damit über ein Gebiss aus 38 Zähnen, was innerhalb der Fledermäuse die höchste Anzahl an Zähnen ist.
Das Genom der Art besteht aus einem diploiden Chromosomensatz von 2n = 44 Chromosomen (FN=50). Das X-Chromosom ist submetazentrisch.

### Rufe

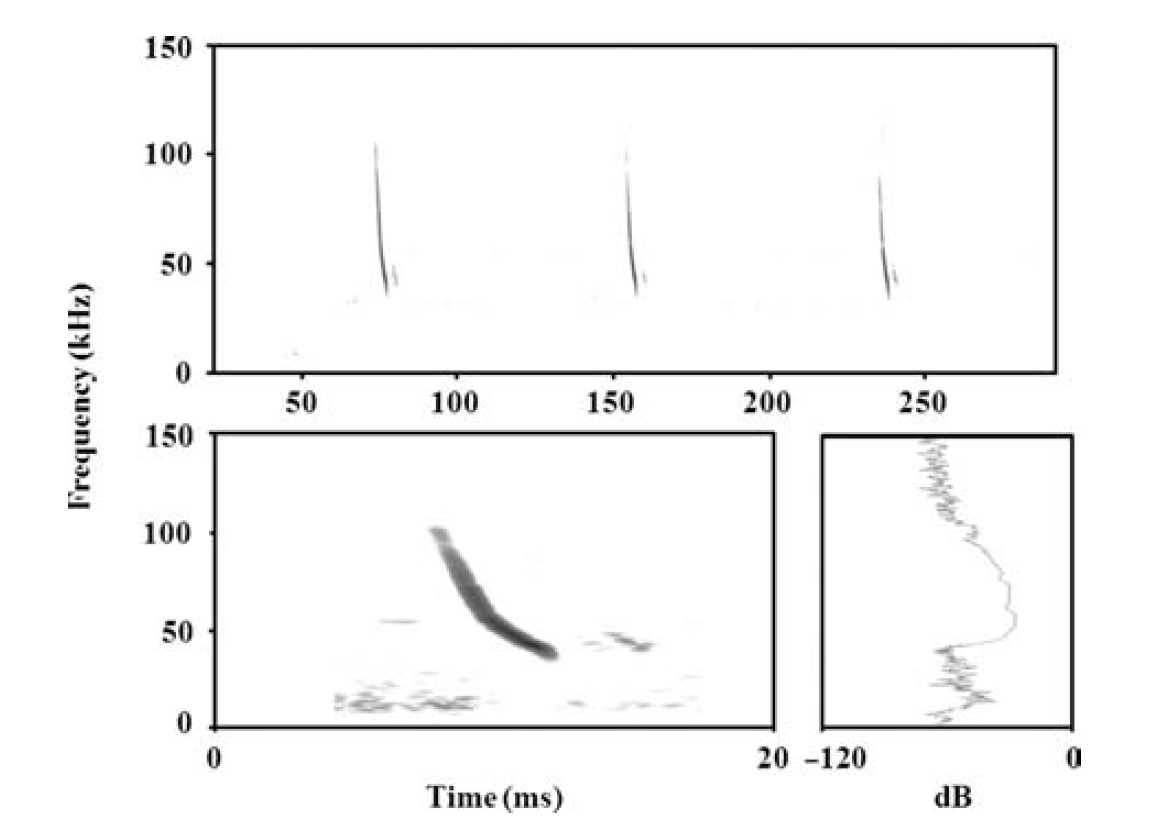
Sonagramm der Rufe des Chilenischen Mausohrs

Wie andere Fledermäuse stößt auch das Chilenische Mausohr Rufe zur Echolokation aus. Der Ruf besteht aus zwei Sequenzen, von denen die erste mit hoher Frequenz beginnt und danach abnimmt, gefolgt von einer Sequenz mit sehr gleichmäßiger (quasi-konstanter) Frequenz im unteren Bereich. Die Suchrufe bestehen aus einem sehr kurzen, weniger als vier Millisekunden andauernden Signal. Sie beginnen bei etwa 89 kHz und nehmen bis auf 39 kHz ab, die höchste Intensität von etwa 39 Dezibel haben sie bei 47 kHz. Die Rufe werden in Intervallen von etwa 95 Millisekunden ausgestoßen. Im Verbreitungsgebiet ähnelt der Ruf im Aufbau dem anderer Glattnasen. Verglichen wurde das Chilenische Mausohr vor allem mit Histiotus montanus und Lasiurus varius; die Rufe der Arten unterscheiden sich untereinander vor allem durch die Frequenzen und die Dauer der Rufe.

## Verbreitung

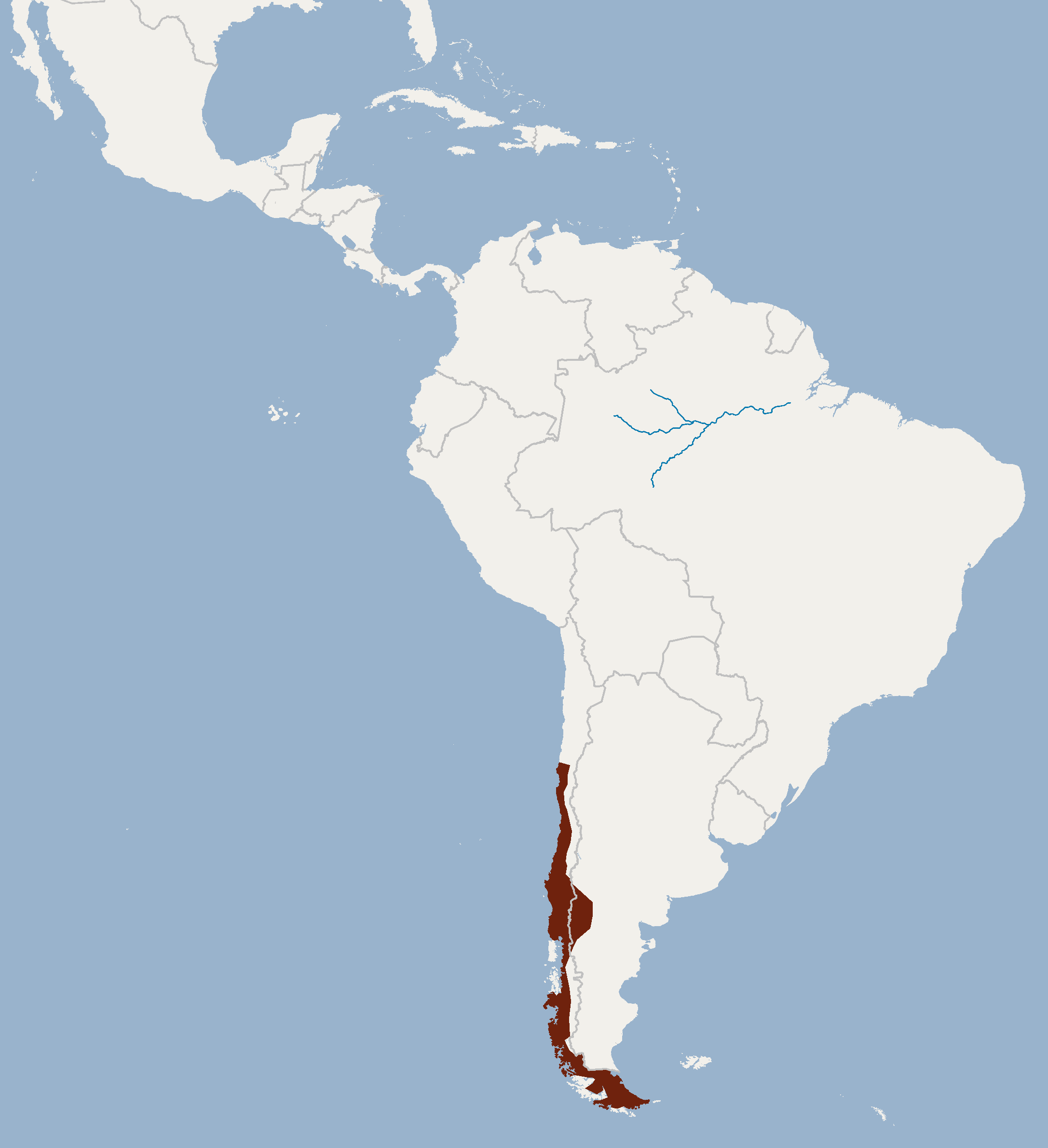
Verbreitungsgebiet des Chilenischen Mausohrs nach IUCN; Gegenüber der Verbreitung nach Ossa & Rodríguez-San Pedro 2015 unterscheidet sich die Karte leicht, die Fundorte der erstbeschriebenen Individuen im Chiloé-Archipel sind hier nicht enthalten.

Das Chilenische Mausohr ist im südlichen Teil von Südamerika in Chile und Argentinien verbreitet. In Chile reicht das Verbreitungsgebiet von Coquimbo bei etwa 30° südlicher Breite bis zum nördlichen Teil der Insel Navarino im chilenischen Feuerland bei etwa 55° südlicher Breite. Gemeinsam mit der ebenfalls in Chile und Argentinien lebenden Südlichen Braunen Großohrfledermaus (Histiotus magellanicus) ist sie die am südlichsten verbreitete Fledermaus weltweit, im Süden von Chile ist sie zudem die häufigste Art der Fledermäuse. In Argentinien ist sie in den Provinzen Neuquén, Río Negro, Chubut und Tierra del Fuego nachgewiesen.

## Lebensweise
Das Chilenische Mausohr lebt in bewaldeten Regionen der Hartlaubvegetation Zentralchiles bis zu den Wäldern des gemäßigten Klimas im südlichen Teil des Verbreitungsgebietes. Nach Norden wird das Gebiet wahrscheinlich durch die zunehmende Trockenheit der Steppen- und Wüstengebiete begrenzt, wo die Art durch das Atacama-Mausohr abgelöst wird. Sie gehört den am weitesten verbreiteten und zugleich häufigsten Arten der Region an und kommt in sehr diversen Lebensräumen vor. In Teilen Chiles nutzt die Fledermaus auch künstliche Forste mit für Südamerika untypischen Pflanzen wie Kiefern (Pinus) oder Eucalyptus, und sie lebt an und in Häusern und anderen Strukturen wie beispielsweise Brücken. Anders als andere Fledermäuse nutzt das Chilenische Mausohr dabei nicht nur den Waldrand von kommerziellen Kiefernpflanzungen, sondern jagt auch in den Wäldern nach Beute.
Die Tiere sind wie die meisten Fledermäuse nachtaktiv und ernähren sich von Insekten, überwiegend von Mücken und Schnaken, die sie im Flug fangen. Sie jagen vor allem in dichten Scheinbuchenwäldern (Nothofagus) und anderen Waldhabitaten. Die Tiere fliegen zur Abenddämmerung aus und jagen danach für etwa drei Stunden, bevor sie sich wieder zurückziehen. Anders als andere insektenfressende Fledermäuse fliegen sie kein zweites Mal in der Morgendämmerung aus. Die Tiere bilden Kolonien und leben in Höhlen, Felsspalten, Baumhöhlen und auch in von Menschen errichteten Gebäuden. Dabei sind sie auch gemeinsam mit anderen Arten am gleichen Schlafplatz anzutreffen, häufig mit der Mexikanischen Bulldoggfledermaus, der Braunen Großohrfledermaus (Histiotus macrotus) und der Südlichen Braunen Großohrfledermaus (Histiotus magellanicus).
Über das Fortpflanzungsverhalten und die Entwicklung liegen kaum Daten vor. Wie andere Glattnasen haben sie nur einen Fortpflanzungszyklus pro Jahr, sind also monöstrisch. Die Geschlechtsreife und erste Tragzeit haben die Weibchen am Ende ihres ersten Lebensjahres mit etwa zehn Monaten. Die Weibchen tragen einen einzelnen Embryo aus, der sich wie bei anderen Fledermäusen im rechten Gebärmutterhorn entwickelt. Das Jungtier wird zu Beginn des Sommers geboren. Bei einer gefangenen Fledermaus wurde ein Fötus mit einer Kopf-Rumpf-Länge von 15 Millimetern gefunden. Auch über Fressfeinde und Parasiten liegen nur sehr begrenzte Daten vor. In einer Analyse von Tollwut-Stämmen und der Verbreitung des Rabiesvirus in Chile wurden Fledermäuse als Hauptreservoir identifiziert, wobei dies neben dem Chilenischen Mausohr vor allem für die Mexikanische Bulldoggfledermaus zutrifft.

## Systematik
Das Chilenische Mausohr wird als eigenständige Art den Mausohren (Gattung Myotis) zugeordnet. Die wissenschaftliche Erstbeschreibung erfolgte durch George Robert Waterhouse im Jahr 1838, der die Art als Vespertilio Chiloensis anhand von Individuen vom Chiloé-Archipel beschrieb. Die Tiere stammten aus der Sammlung von Charles Darwin von dessen Reise auf der Beagle und wurden in dem unter seiner Aufsicht herausgegebenen mehrteiligen Werk The Zoology of the Voyage of H.M.S. Beagle im von Waterhouse bearbeiteten zweiten Band über die Säugetiere beschrieben. Die Zuordnung zu den Mausohren erfolgte durch Édouard Louis Trouessart im Jahr 1904.
Innerhalb der Art werden aktuell keine Unterarten unterschieden, in der Vergangenheit wurden jedoch mehrere Unterarten in Chile und Argentinien betrachtet. Ehemals als Unterarten galten auch das Atacama-Mausohr (Myotis atacamensis) und das Gebirgsmausohr (Myotis oxyotus), die heute als eigene Arten angesehen werden, dagegen könnte das Argentinische Mausohr (Myotis aelleni) der Art zugeschlagen werden. Für die weitere Klärung der Systematik bedarf es entsprechend noch weiterer Forschung, vor allem auf genetischer und molekularbiologischer Basis, da die bisherige Unterscheidung primär auf morphologischer Basis geschieht und aufgrund der teilweise nur sehr geringen Unterschiede zwischen den Arten beschränkt ist.
Fossil ist das Chilenische Mausohr in mehreren Lagerstätten aus dem Holozän in der Provinz Chubut am Río Chubut in Patagonien, Argentinien, nachgewiesen.

## Gefährdung und Schutz
Die Art wird von der International Union for Conservation of Nature and Natural Resources (IUCN) als nicht gefährdet („least concern“) eingestuft. Genauere Angaben zur Bestandsgröße liegen nicht vor, die Art gilt jedoch als häufig und Bedrohungen für den Artbestand sind nicht bekannt.

## Belege
1. ↑  Adrian Desmond, James Moore: Darwin. List Verlag, München Leipzig 1991, S. 240. ISBN 3-471-77338-X
2. 1 2 3 4 5 6 7 8 9 10 11 12 13 14 15 16  Gonzalo Ossa, Annia Rodríguez-San Pedro: Myotis chiloensis (Chiroptera: Vespertilionidae). In: Mammalian Species. Band 47 (922), 2015, S. 51–56, doi:10.1093/mspecies/sev005 (Abstract).
3. ↑  Mauricio Canals, José Iriarte-Díaz, Ricardo Olivares, Fernando Novoa: Comparación de la morfología alar de Tadarida brasiliensis (Chiroptera: Molossidae) y Myotis chiloensis (Chiroptera: Vespertilionidae), representantes de dos diferentes patrones de vuelo. Revista Chilena de Historia Natural 74 (3), 2001. doi:10.4067/S0716-078X2001000300015.
4. 1 2  Mauricio Canals, Bruno Grossi, José Iriarte-Díaz, Claudio Veloso: Biomechanical and ecological relationships of wing morphology of eight Chilean bats. Revista Chilena de Historia Natural 78, 2005; S. 215–227. (Volltext)
5. 1 2 3  José Iriarte-Díaz, F. Fernado Novoa, Mauricio Canals: Biomechanic consequences of differences in wing morphology between Tadarida brasiliensis and Myotis chiloensis. Acta Theriologica 47 (2), Juni 2002; S. 193–200. doi:10.1007/BF03192459
6. 1 2 3  A. Rodríguez-San Pedro, J. A. Simonetti: Acoustic identification of four species of bats (Order Chiroptera) in central Chile. Bioacoustics 22, 2013; S. 165–172. doi:10.1080/09524622.2013.763384
7. ↑  Gonzalo Ossa, José Tomás Ibarra, Kathrin Barboza, Felipe Hernández, Nicolás Gálvez, Jerry Laker und Cristián Bonacic: Analysis of the echolocation calls and morphometry of a population of Myotis chiloensis (Waterhouse,  1838)  from  the  southern  Chilean  temperate  forest. Cienca e Investigación Agraria  37 (2), 2010, S. 131–139 ()
8. 1 2 3  Myotis chiloensis in der Roten Liste gefährdeter Arten der IUCN 2012.2. Eingestellt von: R. Barquez, M. Diaz, 2008. Abgerufen am 13. Januar 2016.
9. ↑  Annia Rodríguez-San Pedro, Javier A. Simonetti: Foraging Activity by Bats in a Fragmented Landscape Dominated by Exotic Pine Plantations in Central Chile. Acta Chiropterologica 15 (2), 2013; S. 393–398. doi:10.3161/150811013X679017.
10. ↑  V. Yung, M. Favi and J. Fernandez: Typing of the rabies virus in Chile, 2002–2008. Epidemiology & Infection 140 (12), Dezember 2012; S. 2157–2162. doi:10.1017/S0950268812000520
11. 1 2 3  Don E. Wilson & DeeAnn M. Reeder (Hrsg.): Myotis chiloensis (Memento vom 16. Januar 2016 im Internet Archive) in Mammal Species of the World. A Taxonomic and Geographic Reference (3rd ed).
12. ↑  George Robert Waterhouse: The  Zoology  of  the  voyage  on  the  H.M.S. Beagle under the command of captain Fitzroy, R.N. during the years 1832  to  1836.  Part  II:  Mammalia.   (herausgegeben von Charles  Darwin)  Smith,  Elder  &  Co., London, 1838, S. 1–97 (S. 5–6) ()
13. ↑  Daniel E. Udrizar Sauthier, Pablo Teta, Anahí E. Formoso, Ulyses F.J. Pardiñas, Adela Bernardis, Patricio Wallace: Bats at the end of the world: new distributional data and fossil records from Patagonia, Argentina. Mammalia: International Journal of the Systematics, Biology & Ecology of Mammals 77 (3), August 2013; S. 307–315. doi:10.1515/mammalia-2012-0085.